# セントロ・エドカショナル・ノヴァ・エターパ
セントロ・エドカショナル・ノヴァ・エターパ(ポルトガル語: Centro Educacional Nova Etapa)は岐阜県各務原市にある在日ブラジル人向けの学校。

## 沿革
2003年開校
- 現在ブラジル政府の認可校である。

## 少人数
この学校は現在学生数約110人の小規模校である。

## 交通
JR高山本線鵜沼駅から徒歩。